# Henry Swift (fotograf)
Henry Swift (1891 Berkeley, Kalifornie – 1962 Berkeley, Kalifornie) byl americký fotograf a člen umělecké skupiny f/64.

## Životopis
Na počátku dvacátých let se náhodou potkal s fotografem Edwardem Westonem v Carmel-by-the-Sea v Kalifornii a začal fotografovat jako koníček. Vydělával si na živobytí jako makléř a v této kariéře pokračoval celý život. V roce 1932 se stal zakládajícím členem skupiny f/64 spolu s Westonem, Anselem Adamsem, Imogenem Cunninghamovou a několika dalšími. Ve stejném roce později vystavil devět tisků (stejný počet jako Weston) na pilotní výstavě skupiny f/64 v De Youngovo muzeu v San Franciscu. Během členství ve skupině mohl sbírat mnoho dalších fotografií fotografů díky výdělkům makléře. Cunningham si vzpomíná, že Swift koupil všechny tisky z první výstavy, což, pokud by zaplatil uvedenou cenu za každou fotografii, by ho stálo celkem 845 dolarů za 80 tisků.
Poté, co se v roce 1935 skupina f/64 rozpustila, se Swiftův zájem o fotografii zmenšil. Není známo, jestli znovu vystavoval. Když v roce 1962 zemřel, jeho vdova Florence Swift shromáždila jeho sbírku fotografií od členů skupiny f/64 a hledala další dary od některých původních členů skupiny a celou sbírku darovala San Francisco Museum of Modern Art.